# WASP-16 b
WASP-16b — экзопланета, вращающаяся вокруг звезды WASP-16, находящейся в созвездии Девы. Масса планеты составляет 0,855 от массы Юпитера, радиус равен 1,008 радиуса Юпитера. Период обращения вокруг звезды составляет 3,12 суток. Эти данные позволяют отнести планету к классу горячих юпитеров. Планета была открыта командой астрономов во главе с Т. А. Листером в рамках проекта SuperWASP.